# ألان بلاندل
ألان بلاندل (بالإنجليزية: Alan Blundell)‏ هو لاعب كرة قدم بريطاني في مركز نصف الجناح، ولد في 18 أغسطس 1947 في بيركنهيد ‏ في المملكة المتحدة. لعب مع نادي ترانمير روفرز وويغان أتلتيك.